# Almyra
Almyra é uma cidade localizada no estado americano de Arkansas, no Condado de Arkansas.

## Demografia
Segundo o censo americano de 2000, a sua população era de 319 habitantes. 
Em 2006, foi estimada uma população de 313, um decréscimo de 6 (-1.9%).

## Geografia
De acordo com o United States Census Bureau, a localidade tem uma área de 1,0 km², sem área coberta por água. Almyra localiza-se a aproximadamente 64 m acima do nível do mar.

## Localidades na vizinhança
O diagrama seguinte representa as localidades num raio de 28 km ao redor de Almyra. 